# Дашті-Ґуло
Дашті́-Ґуло́ (тадж. Дашти гуло) — село у складі Хатлонської області Таджикистану. Входить до складу Дашті-Ґульського джамоату району імені Мір Саїда Алії Хамадоні.
Назва означає квітковий степ. Колишні назви — Даштігло, Пахтаабад.
Населення — 3029 осіб (2010; 2921 в 2009).
Через село проходить автошлях А-385 Вахдат-Пандж.